# Ersan Ilyasova
Ersan İlyasova (nascido em 15 de maio de 1987) é um jogador de basquete profissional turco do Utah Jazz a National Basketball Association (NBA).
Ele foi selecionado pelo Milwaukee Bucks como a 36° escolha geral no Draft da NBA de 2005. Ele já jogou na Liga Turca, na Liga ACB e na D-League.

## Carreira profissional

### Turquia (2003–2005)
Depois de jogar pelo Yeşilyurt na Segunda Divisão da Liga Turca durante a temporada de 2003-04, İlyasova foi para o Ülkerspor da Liga Turca na temporada de 2004-05. Ele teve média de 4,5 pontos e 3,2 rebotes em onze jogos.

### Milwaukee Bucks (2005-2007)
İlyasova foi selecionado pelo Milwaukee Bucks com a 36ª escolha geral do Draft da NBA de 2005. Em julho de 2005, ele se juntou aos Bucks para a Summer League de 2005. Em 22 de agosto de 2005, ele assinou oficialmente com os Bucks.
Em 14 de novembro de 2005, ele foi designado para o Tulsa 66ers da D-League, tarefa que durou toda a temporada de 2005-06. Em 46 jogos pelos 66ers, ele teve médias de 12,5 pontos, 7,0 rebotes e 1,0 assistências em 28.2 minutos.
İlyasova fez sua estréia na NBA pelos Bucks em 1º de novembro de 2006 em uma vitória por 105-97 sobre o Detroit Pistons. Na temporada de 2006-07, ele jogou 66 jogos (14 jogos como titular) pelos Bucks e teve médias de 6,1 pontos e 2,9 rebotes em 14.7 minutos.
Em junho de 2007, os Bucks fizeram uma oferta qualificadora para İlyasova para torná-lo um agente livre restrito.

### Espanha (2007–2009)
Em 18 de julho de 2007, İlyasova assinou um contrato de dois anos com o Barcelona da Liga ACB. Em 2009, ele ganhou um campeonato com o Barcelona.

### Segunda passagem em Milwaukee (2009-2015)
Em julho de 2009, İlyasova assinou um contrato de vários anos para retornar ao Milwaukee Bucks.
Em 3 de agosto de 2011, İlyasova assinou contrato com o Anadolu Efes da Liga Turca pela duração da greve da NBA. Em dezembro de 2011, ele voltou ao Bucks após a conclusão da greve.
Em 19 de fevereiro de 2012, İlyasova estabeleceu novos recordes da carreira com 29 pontos e 25 rebotes contra o New Jersey Nets, tornando-se o terceiro jogador na história da franquia a registrar pelo menos 25 pontos e 25 rebotes em um jogo, depois de Kareem Abdul-Jabbar (10 vezes) e Swen Nater (uma vez). O feito não foi alcançado por mais de 35 anos. Posteriormente, ganhou o prêmio de Jogador da Semana por suas performances de 5 a 11 de março.
Em 12 de julho de 2012, İlyasova assinou novamente com o Bucks em um contrato de vários anos.
Em 27 de março de 2014, İlyasova foi descartada pelo restante da temporada de 2013-14 devido a uma lesão no tornozelo direito.
Em 26 de março de 2015, İlyasova marcou 34 pontos em uma vitória por 111-107 contra o Indiana Pacers.

### Detroit Pistons (2015–2016)
Em 11 de junho de 2015, İlyasova foi negociado com o Detroit Pistons em troca de Caron Butler e Shawne Williams.
Em 27 de outubro, ele estreou pelo Pistons em uma vitória por 106-94 sobre o Atlanta Hawks, registrando 16 pontos, sete rebotes, três assistências e um bloqueio em 34 minutos.

### Orlando Magic (2016)
Em 16 de fevereiro de 2016, İlyasova foi negociado para o Orlando Magic, juntamente com Brandon Jennings, em troca de Tobias Harris. No dia seguinte, ele estreou na equipe em uma vitória por 110-104 sobre o Dallas Mavericks, registrando 16 pontos, cinco rebotes, duas assistências e uma roubada de bola em 23 minutos.

### Oklahoma City Thunder (2016)
Em 23 de junho de 2016, İlyasova foi negociado, juntamente com Victor Oladipo e Domantas Sabonis, para o Oklahoma City Thunder em troca de Serge Ibaka. Ele jogou em três jogos no Thunder no começo da temporada de 2016-17.

### Philadelphia 76ers (2016-2017)
Em 1 de novembro de 2016, İlyasova foi negociado, juntamente com uma escolha condicional de primeira rodada, para o Philadelphia 76ers em troca de Jerami Grant.
Ele estreou no 76ers no dia seguinte, marcando 14 pontos em uma derrota por 109-93 para o Charlotte Hornets. Em 6 de dezembro, ele registrou 23 pontos e 17 rebotes em uma derrota por 96-91 para o Memphis Grizzlies. Ele teve um segundo jogo de 23 pontos em 8 de dezembro contra o New Orleans Pelicans e um terceiro jogo de 23 pontos em 30 de dezembro contra o Denver Nuggets - ambos resultando em vitórias. 
Em 29 de janeiro de 2017, ele marcou 31 pontos em uma derrota de 121-108 para o Chicago Bulls.

### Atlanta Hawks (2017–2018)
Em 22 de fevereiro de 2017, İlyasova foi negociado novamente, desta vez para o Atlanta Hawks em troca de Tiago Splitter, uma escolha da segunda rodada de 2017 e a opção de trocar uma escolha de segunda rodada.
Em 21 de julho de 2017, İlyasova assinou novamente com os Hawks. Em 26 de fevereiro de 2018, ele foi dispensado pelo Hawks.

### Segunda passagem em Philadelphia (2018)
Em 28 de fevereiro de 2018, İlyasova assinou com o Philadelphia 76ers, retornando à franquia para uma segunda passagem.

### Terceira passagem em Milwaukee (2018–Presente)
Em 16 de julho de 2018, İlyasova assinou com o Milwaukee Bucks, retornando à franquia para uma terceira passagem. Em 16 de dezembro de 2018, ele teve o nariz fraturado durante o treino, o que exigiu cirurgia.

## Estatísticas na NBA

### NBA

#### Temporada regular
| Ano      | Equipe        | PJ  | MPJ  | AP   | 3P   | LL   | RT  | AS  | BR  | TO | PPJ  |
| -------- | ------------- | --- | ---- | ---- | ---- | ---- | --- | --- | --- | -- | ---- |
| 2006–07  | Milwaukee     | 66  | 14.7 | .383 | .365 | .787 | 2.9 | .7  | .4  | .3 | 6.1  |
| 2009–10  | Milwaukee     | 81  | 23.4 | .443 | .336 | .715 | 6.4 | 1.0 | .7  | .3 | 10.4 |
| 2010–11  | Milwaukee     | 60  | 25.1 | .436 | .298 | .894 | 6.1 | .9  | .9  | .4 | 9.5  |
| 2011–12  | Milwaukee     | 60  | 27.6 | .492 | .455 | .781 | 8.8 | 1.2 | .7  | .7 | 13.0 |
| 2012–13  | Milwaukee     | 73  | 27.6 | .462 | .444 | .796 | 7.1 | 1.6 | .9  | .5 | 13.2 |
| 2013–14  | Milwaukee     | 55  | 26.9 | .409 | .282 | .823 | 6.2 | 1.3 | .8  | .1 | 11.2 |
| 2014–15  | Milwaukee     | 58  | 22.7 | .472 | .389 | .645 | 4.8 | 1.0 | .6  | .3 | 11.5 |
| 2015–16  | Detroit       | 52  | 27.6 | .425 | .363 | .725 | 5.4 | 1.1 | .7  | .5 | 11.3 |
| 2015–16  | Orlando       | 22  | 20.3 | .418 | .409 | .711 | 5.5 | .5  | .6  | .3 | 8.1  |
| 2016–17  | Oklahoma City | 3   | 20.8 | .375 | .250 | .000 | 5.3 | .3  | 1.0 | .3 | 5.0  |
| 2016–17  | Philadelphia  | 53  | 27.3 | .440 | .359 | .768 | 5.9 | 1.8 | .6  | .3 | 14.8 |
| 2016–17  | Atlanta       | 26  | 24.3 | .412 | .348 | .800 | 5.8 | 1.6 | .8  | .3 | 10.4 |
| 2017–18  | Atlanta       | 46  | 25.5 | .459 | .359 | .800 | 5.5 | 1.1 | 1.0 | .4 | 10.9 |
| 2017–18  | Philadelphia  | 23  | 24.1 | .439 | .361 | .733 | 6.7 | 1.7 | .7  | .4 | 10.8 |
| 2018–19  | Milwaukee     | 67  | 18.4 | .438 | .363 | .824 | 4.5 | .8  | .5  | .3 | 6.8  |
| Carreira | Carreira      | 745 | 23.9 | .443 | .365 | .773 | 5.8 | 1.1 | .7  | .4 | 10.6 |

#### Playoffs
| Ano      | Equipe       | PJ | MPJ  | AP   | 3P   | LL    | RT  | AS  | BR  | TO | PPJ  |
| -------- | ------------ | -- | ---- | ---- | ---- | ----- | --- | --- | --- | -- | ---- |
| 2010     | Milwaukee    | 7  | 22.4 | .480 | .357 | .833  | 7.6 | .4  | .7  | .1 | 9.7  |
| 2013     | Milwaukee    | 4  | 29.3 | .435 | .400 | 1.000 | 7.3 | 1.8 | 1.3 | .3 | 11.5 |
| 2015     | Milwaukee    | 6  | 23.7 | .328 | .217 | .700  | 3.8 | .5  | .8  | .5 | 8.7  |
| 2017     | Atlanta      | 6  | 15.0 | .348 | .200 | .778  | 5.2 | .3  | .2  | .0 | 4.0  |
| 2018     | Philadelphia | 10 | 23.3 | .429 | .290 | .571  | 7.6 | 1.3 | .7  | .4 | 9.3  |
| 2019     | Milwaukee    | 15 | 18.1 | .432 | .300 | .800  | 4.7 | 1.4 | .7  | .4 | 6.8  |
| Carreira | Carreira     | 48 | 21.1 | .414 | .293 | .741  | 5.9 | 1.0 | .7  | .3 | 8.0  |

### EuroLeague
| Ano      | Equipe       | PJ | MPJ  | AP   | 3P   | LL   | RT  | AS | BR  | TO  | PPJ  |
| -------- | ------------ | -- | ---- | ---- | ---- | ---- | --- | -- | --- | --- | ---- |
| 2004–05  | Ülkerspor    | 6  | 4.8  | .267 | .111 | .500 | .5  | .0 | .0  | .0  | 1.7  |
| 2007–08  | FC Barcelona | 22 | 18.1 | .379 | .241 | .538 | 4.7 | .7 | .8  | 1.1 | 6.1  |
| 2008–09  | FC Barcelona | 22 | 20.8 | .457 | .403 | .816 | 7.0 | .8 | .5  | .6  | 10.5 |
| 2011–12  | Anadolu Efes | 8  | 20.7 | .482 | .353 | .593 | 5.5 | .9 | 1.5 | 1.5 | 9.5  |
| Carreira | Carreira     | 58 | 18.1 | .426 | .323 | .667 | 5.2 | .7 | .7  | .8  | 7.8  |

Fonte:

## Carreira na seleção

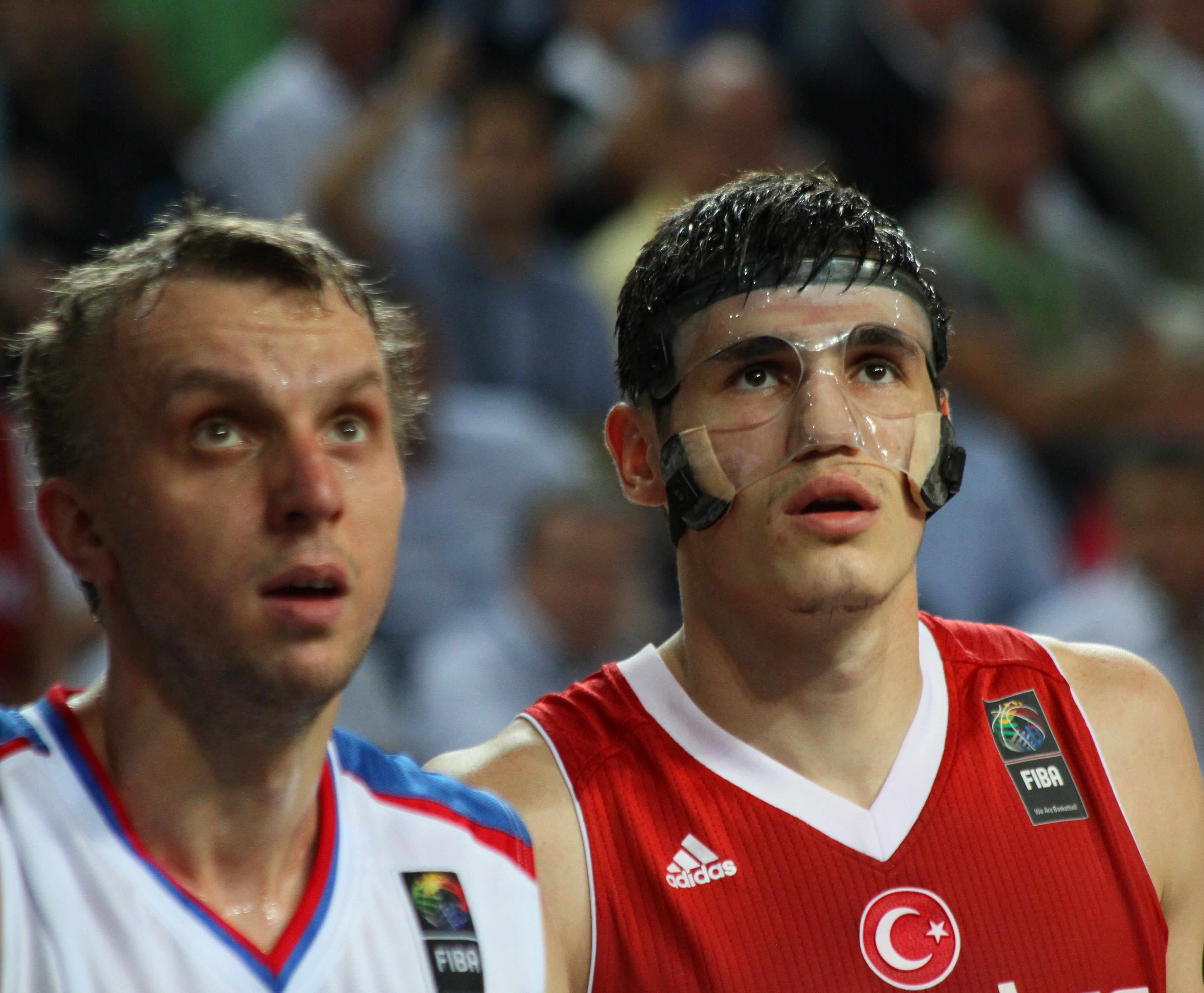
İlyasova (à direita) com a Seleção Turca em setembro de 2010

Antes de jogar na Seleção Turca principal, İlyasova foi nomeado MVP do EuroBasket Sub-20 de 2006, depois de levar a Seleção Turca a uma medalha de prata em Izmir. Desde então, İlyasova representou a Turquia no Campeonato Mundial de Basquetebol Masculino de 2006, no EuroBasket de 2007, no EuroBasket de 2009, Campeonato Mundial de Basquetebol Masculino de 2010, no EuroBasket de 2011, no EuroBasket de 2013 e no EuroBasket de 2015.

## Vida pessoal
İlyasova é filho de pais Tártaros da Crimeia, Anvar İlyasov e Iraliye İlyasova. Ele é casado com Julia, que nasceu na Bielorrússia. Eles têm duas filhas, Xenia e Catherine, ambas nascidas em Milwaukee.

### Cidadania e idade
Desde o Campeonato Turco de Basquete Júnior de 2003, realizado em Konya, tem havido alguma controvérsia quanto à idade e origem de İlyasova. A controvérsia é alimentada pela alegação de que um homem chamado Arsen Ilyasov, nascido em 1984 em Bukhara, Uzbequistão, entrou na Turquia aos 18 anos em 7 de agosto de 2002 e nunca mais foi visto, enquanto em 19 de setembro de 2002, um homem chamado Semsettin Bulut alegou ter esquecido de registrar o nascimento de seu filho de 15 anos e o fez como Ersan İlyasova, cidadão turco. Esta alegação, de que İlyasova é na verdade Ilyasov e deveria ser uzbeque, foi apresentada oficialmente pela Federação de Basquete do Uzbequistão em uma queixa, mas a FIBA decidiu a favor da Federação Turca de Basquete. Enquanto essa controvérsia estava se formando, alguns meios de comunicação, como Chad Ford, da ESPN, se referiram abertamente a Ilyasova como "o jogador de 17 anos do Uzbequistão é amplamente considerado a melhor perspectiva que já saiu da Turquia". Outras biografias, embora não reivindiquem um nascimento uzbeque, ainda mantêm o ano de 1984.